# 구로사와촌 (이바라키현)
구로사와촌(黒沢村)은 이바라키현 구지군에 일찍이 존재했던 촌이다.

## 지리
- 현재의 다이고정 북부에 해당한다.
- 촌 중앙에는 야미조강이 흐르고 있다.
- 야미조 산지에 위치해 촌의 대부분이 산으로 이루어진 지형이다.
- 촌의 북쪽에는 야미조산이 있다. 야미조산은 도치기현과 후쿠시마현의 경계에 위치한다.
- 촌은 서부를 도치기현, 북부를 후쿠시마현과 접하고 있다.

## 역사
- 1889년 4월 1일 - 정촌제 시행에 의해 구지군 구로사와촌이 성립하였다.
- 1955년 3월 31일 - 다이고정, 후쿠로다촌, 미야카와촌, 사하라촌, 요리가미촌, 나미세촌, 가미오가와촌, 시모오가와촌의 일부와 합병해 다이고정이 성립하여, 구로사와촌은 소멸하였다.

## 인구
| 1891년 | 2,618 |
| 1914년 | 3,820 |
| 1920년 | 4,172 |
| 1935년 | 4,697 |
| 1950년 | 5,598 |

## 참고문헌
- 角川日本地名大辞典編纂委員会『가도카와 일본 지명 대사전 8 茨城県』、가도카와 쇼텐、1983年 ISBN 4-04-001080-9